# Mananoligossacarídeo
Mananoligossacarídeo (ou M.O.S.) é um oligossacarídeo nutricional utilizado como um aditivo natural para melhorar a saúde gastrointestinal e assim também, os nivéis de bem-estar, energia e desempenho. A maioria dos produtos de M.O.S, particularmente aqueles que têm sido revistos, cientificamente derivam da parede celular da levedura Saccharomyces cerevisiae. O interesse inicial com o uso do carboidrato para proteger a saúde gastrointestinal originaram trabalhos feitos em 1980 e criaram aditivos e versões para aves, caprinos e ovinos.